# Kłobuck
Kłobuck (în germană Klobutzko) este un oraș în Polonia care avea 13.061 de locuitori în 2016.